# 農心
農心（：／ Nongshim），是韩国和世界最大的泡麵與零食公司，农心在全球拥有30家工厂，业务遍及190多个国家。其前身為韩国樂天集團旗下的樂天实业公司，創辦人辛春浩為樂天集團創辦人辛格浩的胞弟。
農心現為韩国方便面和零食制造商並經營超市、化學、房地產開發及工程承包等業務。

## 歷史
1965年9月18日，农心公司以乐天食品工业公司的名义在韩国首尔成立，创始人兼首任会长为辛春浩。1965年，农心公司推出其第一款苎麻饼——乐天苎麻饼时，市场上还有7家公司。
作为拉面行业的第二波推动者，农心专注于研究和开发。伴随着韩国第一个商业化的零食，虾饼（韩语：새우깡；罗马化：Saewookang；1971），牛肉拉面（韩语：소고기라면；1970）和农心拉面（1975），农心在70年代中期取得了35%的市场份额。1978年3月6日，农心公司从乐天食品工业公司改名为农心有限公司。
2022年1月13日，官方twitter宣布旗下品牌鯷魚刀削麵由男子團體THE BOYZ代言，這是1997年推出品牌以來的首位代言團體，而宣傳影片則是用THE BOYZ成員Q在2021年12月的粉絲見面會上，原本是要介紹團內最厲害的刀群舞(칼군무)，卻意外講成刀削麵(칼국수)的出糗片段。

## 主要產品

### 有名麵
- 辛拉麵〈特辣香菇麵〉（單包裝/袋裝/碗麵/杯麵）
- 辛拉麵〈鮮蝦味〉（單包裝/袋裝）
- 安城湯麵
- 炸醬麵
- 辣白菜拉面（單包裝/袋裝/碗麵/杯麵）
- 辣白菜芝士拉麵（袋裝）
- 辣白菜韓式秘制拌麵（袋裝）
- 烏龍麵
- 烏龍麵（香辣海鮮味）
- 天婦羅海鮮烏龍拉麵（杯麵）
- 咖哩拉麵（袋裝）
- 馬鈴薯排骨拉麵（袋裝）
- 炒碼海鮮湯麵
- 輕食蔬菜湯麵
- 呼嚕嚕（韓國傳統細麵）
- 海苔拉麵（杯麵）
- 小魚乾寬麵
- 上海湯麵雞肉麵
- 上海湯麵海鲜麵
- 浣熊麵

### 韓國獨有麵
- 魷魚麵
- 生生烏龍麵（辣味/照燒味）
- 牛肉蘿蔔湯麵
- 牛骨湯麵
- 湯涼麵
- 銀魚刀削麵

## 相關電視節目
- 2018年7月26日 MBC 《公司食堂》EP2